# Сипеёв, Егор Алексеевич
Егор Алексеевич Сипеёв (8 декабря 1898, деревня Слободка, Калужская губерния — 30 августа 1943) — герой Гражданской войны.

## Биография
Родился 8 декабря 1898 года в деревне Слободка Зимницкой волости Жиздринского уезда (ныне Думиничский район) в бедной крестьянской семье. В 1910 году окончил Слободскую церковно-приходскую школу, работал в хозяйстве отца и батрачил.
В 1916—1917 на фронте, служил в 471-м Козельском полку.
С 1918 в РККА. В 1919 году воевал на Южном фронте в составе 1-й Конной армии Будённого, командир пулемётного взвода.
В октябре 1919 года 111-й Новочеркасский полк, в котором служил Сипеёв, попал в окружение. Он получил приказ во главе группы пулемётчиков ночью пробраться в тыл врага и навести в его стане панику. Пройдя около 20 км по болоту, отряд зашёл в расположение деникинских частей. Разместив пулемёты на высотках, красноармейцы открыли огонь. В это время с другой стороны белогвардейцев атаковал 111-й полк. Деникинцы в панике бежали, бросив тяжёлое вооружение.
За этот подвиг ВЦИК наградил Егора Сипеёва орденом Красного Знамени.
В дальнейшем в должности командира пулемётной роты он участвовал в боях с Врангелем, в переходе через Сиваш, в Польской кампании. В 1920—1923 служил в войсках ВЧК.
В 1923 году вернулся в Слободку. Работал в волисполкоме и потом в колхозе заведовал конефермой.
В 1941 году, несмотря на инвалидность, добровольцем ушёл на фронт. Служил в 1097-м стрелковом полку 326-й сд в должности помощника командира пулемётного взвода.
Погиб 30 августа 1943 года. Похоронен в с. Латыши Куйбышевского района (ныне — Калужской области).